# Wietrzno (województwo podkarpackie)

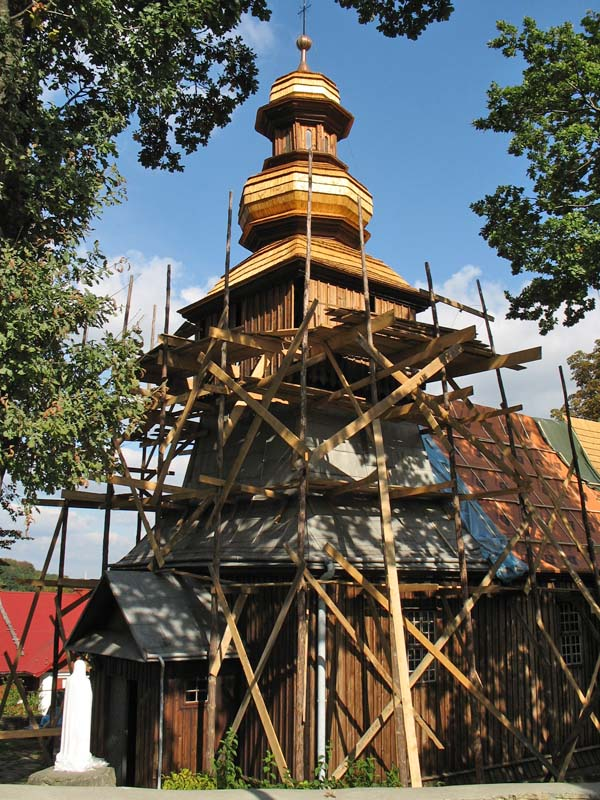
Remont kościoła w 2006

Wietrzno – wieś w Polsce położona w województwie podkarpackim, w powiecie krośnieńskim, w gminie Dukla. Leży nad rzeką Jasiołką.
Wieś duchowna, własność opactwa cystersów koprzywnickich położona była w drugiej połowie XVI wieku w powiecie bieckim województwa krakowskiego. W latach 1975–1998 miejscowość należała administracyjnie do województwa krośnieńskiego.

## Części wsi
| SIMC    | Nazwa           | Rodzaj    |
| ------- | --------------- | --------- |
| 0350579 | Bania           | część wsi |
| 0350585 | Kopalnia        | część wsi |
| 0350591 | Sośnina         | część wsi |
| 0350600 | Wola Albinowska | część wsi |

## Grodzisko Wietrzno
Na terenie wsi odkryto w latach 70. XX wieku dwa grodziska: kultury łużyckiej i wczesnośredniowieczne pochodzące z X do XI wieku, z zachowanymi śladami potężnego grodu o poczwórnym pierścieniu wałów i fos. Tu odkryto w 1957 r. m.in. siekierkę z tuleją datowaną na okres halsztacki 700-550 p.n.e. z wtopionym meteorytem. Znalezione tu przedmioty pochodzą z epoki neolitu (4000-2000 l. p.n.e.) i epoki brązu – ciałopalne cmentarzysko kurhanowe w lesie między Banią a Łazami z IV w. n.e.

## Historia
W średniowieczu w X-XII w. istniał tu gród z 3 obwałowanymi podgrodziami, co potwierdzają wykopaliska, podczas których odkryto również przedmioty z wcześniejszej epoki żelaza.
Dokumenty z 1185 roku wymieniają Wietrzno. Mikołaj Bogoria Skotnicki podarował w 1185 r. Koprzywnicę i kilka pobliskich wsi, np. Krzcin, Gnieszowice a także koło Krosna, m. Wietrzno i inne miejscowości, zakonowi cystersów, sprowadzonych z Francji przez księcia Kazimierza II Sprawiedliwego.
Wieś Wietrzno wzmiankowana była w 1277 jako nadana klasztorowi cystersów w Koprzywnicy przez komesa Mikołaja Bogorię Skotnickiego. W 1279 biskup firmański Filip de Casate, w latach 1278–1282 legat papieski na Węgrzech i w Polsce, w Budzie na Węgrzech potwierdził opatowi klasztoru cystersów w Koprzywnicy prawo do pobierania dziesięciny, między innymi z Wietrzna. W 1284 wyznaczono przez wieś szlak królewski na Ruś i Węgry, dzięki królowi polskiemu.
W 1345 Konrad, opat koprzywnicki, nadał sołectwo klasztornej miejscowości Wietrzno Oberwinowi zwane Oberwinowa lub Albinowa Wola – przysiółek Wietrzna, położony nad rzeką Jasiel, na której zezwolił budować młyn i karczmę. W tym roku tędy wyznaczył król Kazimierz Wielki drogę dla kupców z Biecza przez Żmigród i Sanok na wschód.
Paszka z Podleszan w 1378 kupił Wietrzno za 50 grzywien. 
W latach 1438–1460 wieś była w posiadaniu dziedziców z Wietrzna. W 1474 wojska węgierskie pod dowództwem Tomasza Tharczay'a napadły i zniszczyły Wietrzno, dlatego Kazimierz Jagiellończyk w tym roku zwolnił wieś na okres 3 lat z danin. Po zniszczeniach wieś rozwijała się powoli. W 1536 wieś posiadała młyn i karczmę. Na jej terenie istniał folwark należący do opactwa, a inny folwark o powierzchni 1 łana w Woli Wietrznej (Brwinowskiej) należał do sołectwa.
W 1581 zapisano w dokumentach Wietrzno z kościołem parafialnym wraz z opodatkowanymi 3 łanami kmieci oraz 5 zagrodników.
Miejscowość najbardziej ucierpiała w XVII w. w wyniku najazdów rosyjskich i szwedzkich. W czasie potopu szwedzkiego w 1657 roku Wietrzno zostało zniszczone przez wojska siedmiogrodzkie Jerzego II Rakoczego.
W 1752 wybudowano drewniany kościół w stylu karpackiego baroku. W 1772 weszła do Wietrzna armia austriacka dokonująca I rozbioru Polski. W 1778 nastąpiła utrata statusu parafii Wietrzno na rzecz przynależności do Bóbrki. W 1807 Wietrzno kupił od Funduszu Religijnego Bernard Zerboni, następnie w 1810 odkupił je Seweryn Chłędowski, a w 1846 Otton Chłędowski.
W 1849 mieszkańcy Wietrzna byli świadkami pochodu wojsk rosyjskich, idących z pomocą Habsburgom na Węgry w celu stłumienia powstania węgierskiego, a następnie wracających. W 1866 Juliusz Nothon przeprowadził pierwsze próby wierceń w poszukiwaniu ropy naftowej. W latach 1866–1873 majątki dworskie dzierżawiła hr. Jadwiga Qweissenwolf z d. Krasicka. W 1873 Wietrzno było własnością Kazimierza Chłędowskiego i jego siostry Seweryny Jabłonowskiej.
W 1884 rozpoczęto wiercenia w poszukiwaniu ropy naftowej na gruntach Chłędowskich, a w 1886 nastąpiły pierwsze wybuchy ropy naftowej na kopalni W. H. Mac Gervey´a i Berghaima. W 1886 po odkryciu bogatych źródeł ropy założono kopalnie.
Zenon Suszycki – powstaniec styczniowy, który pełnił funkcję dyrektora i nauczyciela w Praktycznej Szkole Wiercenia Kanadyjskiego w Ropiance w latach 1885–1888, w 1888 przeniósł szkołę do Wietrzna (w 1896 przeniesiona ona została do Borysławia).
W 1893 wybudowano nową szkołę (dzisiaj starą), w 1904 plebanię, a w 1906 bp Józef Sebastian Pelczar ponownie erygował w Wietrznie parafię.
Podczas I wojny światowej w latach 1914 i 1915 w rejonie wsi toczono wielokrotnie walki.
W czasie II wojny światowej działały oddziały AK OP-15: Orskiego, Bekasa, Jarowicza i Obłońskiego.
Wietrzno zostało wyzwolone spod okupacji hitlerowskiej przez oddziały radzieckie wchodzące w skład 38 Armii gen. płk Kiriłła Moskalenki i 4 Gwardyjskiego Korpusu Pancernego.

## Dworek Chłędowskich
Tu mieszkał pod koniec swego życia i tu zmarł Walenty Chłędowski (1797–1846) – literat, tłumacz, krytyk lit., pisarz, filozof; redaktor (brat Adama Tomasza (1790-1855) bibliografa, dziennikarza).
W XIX w. miejscowość była własnością Kazimierza Chłędowskiego (1843-1920), bratanka Walentego.

## Zabytki
- Kościół parafialny św. Michała Archanioła – wzniesiony w 1752 z wykorzystaniem elementów wcześniejszego kościoła. Remontowany na początku XX w., następnie w latach 80. XX w. i w pierwszej dekadzie XXI w. Kościół orientowany, drewniany konstrukcji zrębowej na podmurowaniu, z wieżą i kruchtą konstrukcji słupowej. Prezbiterium zamknięte trójbocznie, przy nim od północy prostokątna zakrystia. Wnętrze prezbiterium ozdobione polichromią figuralno-ornamentalną z 1880 autorstwa Leona Wróblewskiego[10]. Kościół zaliczany jest do obiektów położonych na Szlaku architektury drewnianej.